# Danh sách cầu thủ tham dự vòng chung kết UEFA Nations League 2023
Vòng chung kết UEFA Nations League 2023 là một giải đấu bóng đá quốc tế được tổ chức tại Hà Lan từ ngày 14 đến ngày 18 tháng 6 năm 2023. Bốn đội tuyển quốc gia tham gia giải đấu được yêu cầu đăng ký một đội hình tối đa gồm 23 cầu thủ, trong đó ba cầu thủ phải là thủ môn, và đội hình sẽ được chốt trước ngày 4 tháng 6 năm 2023, mười ngày trước khi giải đấu diễn ra. Chỉ những cầu thủ trong những đội hình này mới đủ điều kiện tham gia giải đấu. Trong trường hợp một cầu thủ trong danh sách cầu thủ đã được gửi bị chấn thương hoặc ốm trước trận đấu đầu tiên của giải đấu, cầu thủ đó có thể được thay thế bất kỳ lúc nào trong vòng 24 giờ trước trận đấu đầu tiên của họ. Bác sĩ của mỗi đội và Ủy ban y tế UEFA đều phải xác nhận rằng chấn thương hoặc bệnh tật đủ nghiêm trọng để ngăn cầu thủ tham gia giải đấu.
Vị trí được liệt kê cho mỗi cầu thủ nằm trong danh sách đội hình chính thức do UEFA công bố. Độ tuổi được liệt kê cho mỗi cầu thủ là vào ngày 14 tháng 6 năm 2023, ngày đầu tiên của giải đấu. Số lần khoác áo và số bàn thắng được liệt kê cho mỗi cầu thủ không bao gồm bất kỳ trận đấu nào được thi đấu sau khi bắt đầu giải đấu. Câu lạc bộ được liệt kê là câu lạc bộ dành cho các cầu thủ đã thi đấu một trận đấu cuối cùng trước giải đấu. Quốc tịch của mỗi câu lạc bộ sẽ phản ánh hiệp hội quốc gia (không phải giải đấu) mà câu lạc bộ được liên kết.

## Đội hình

### Hà Lan
Huấn luyện viên: Ronald Koeman
Hà Lan đã công bố một đội hình sơ bộ gồm 26 cầu thủ vào ngày 29 tháng 5 năm 2023. Ngày 6 tháng 6 cùng năm, Hà Lan đã công bố đội hình chính thức của mình. Một tuần sau khi công bố, Matthijs de Ligt gặp chấn thương nên phải rút lui, và người thay thế cho anh là Daley Blind.
| Số | VT | Cầu thủ                      | Ngày sinh (tuổi)            | Trận | Bàn | Câu lạc bộ        |
| -- | -- | ---------------------------- | --------------------------- | ---- | --- | ----------------- |
| 1  | TM | Justin Bijlow                | 22 tháng 1, 1998 (25 tuổi)  | 6    | 0   | Feyenoord         |
| 2  | HV | Jurriën Timber               | 17 tháng 6, 2001 (21 tuổi)  | 15   | 0   | Ajax              |
| 3  | HV | Daley Blind                  | 9 tháng 3, 1990 (33 tuổi)   | 101  | 3   | Bayern Munich     |
| 4  | HV | Virgil van Dijk (đội trưởng) | 8 tháng 7, 1991 (31 tuổi)   | 56   | 6   | Liverpool         |
| 5  | HV | Nathan Aké                   | 18 tháng 2, 1995 (28 tuổi)  | 36   | 5   | Manchester City   |
| 6  | TV | Mats Wieffer                 | 16 tháng 11, 1999 (23 tuổi) | 1    | 0   | Feyenoord         |
| 7  | TĐ | Steven Bergwijn              | 8 tháng 10, 1997 (25 tuổi)  | 28   | 7   | Ajax              |
| 8  | TV | Georginio Wijnaldum          | 11 tháng 11, 1990 (32 tuổi) | 88   | 26  | Roma              |
| 9  | TĐ | Cody Gakpo                   | 7 tháng 5, 1999 (24 tuổi)   | 15   | 6   | Liverpool         |
| 10 | TĐ | Noa Lang                     | 17 tháng 6, 1999 (23 tuổi)  | 6    | 1   | Club Brugge       |
| 11 | TV | Xavi Simons                  | 21 tháng 4, 2003 (20 tuổi)  | 3    | 0   | PSV Eindhoven     |
| 12 | HV | Lutsharel Geertruida         | 18 tháng 7, 2000 (22 tuổi)  | 1    | 0   | Feyenoord         |
| 13 | TM | Mark Flekken                 | 13 tháng 6, 1993 (30 tuổi)  | 4    | 0   | SC Freiburg       |
| 14 | HV | Sven Botman                  | 12 tháng 1, 2000 (23 tuổi)  | 0    | 0   | Newcastle United  |
| 15 | TV | Marten de Roon               | 29 tháng 3, 1991 (32 tuổi)  | 36   | 0   | Atalanta          |
| 16 | HV | Tyrell Malacia               | 17 tháng 8, 1999 (23 tuổi)  | 8    | 0   | Manchester United |
| 17 | TV | Joey Veerman                 | 19 tháng 11, 1998 (24 tuổi) | 0    | 0   | PSV Eindhoven     |
| 18 | TĐ | Donyell Malen                | 19 tháng 1, 1999 (24 tuổi)  | 21   | 4   | Borussia Dortmund |
| 19 | TĐ | Wout Weghorst                | 7 tháng 8, 1992 (30 tuổi)   | 21   | 5   | Manchester United |
| 20 | TV | Teun Koopmeiners             | 28 tháng 2, 1998 (25 tuổi)  | 15   | 1   | Atalanta          |
| 21 | TV | Frenkie de Jong              | 12 tháng 5, 1997 (26 tuổi)  | 50   | 2   | Barcelona         |
| 22 | HV | Denzel Dumfries              | 18 tháng 4, 1996 (27 tuổi)  | 43   | 6   | Internazionale    |
| 23 | TM | Andries Noppert              | 7 tháng 4, 1994 (29 tuổi)   | 5    | 0   | Heerenveen        |

### Tây Ban Nha
Huấn luyện viên: Luis de la Fuente
Đội hình chính thức của Tây Ban Nha đã được công bố vào ngày 2 tháng 6 năm 2023. Ba ngày sau, David García và Nico Williams gặp chấn thương nên phải rút lui, Nacho và Ansu Fati là những người thay thế cho họ. Ngày 12 tháng 6 cùng năm, Fran García thế chỗ cho Juan Bernat đang gặp phải chấn thương.
| Số | VT | Cầu thủ                 | Ngày sinh (tuổi)            | Trận | Bàn | Câu lạc bộ          |
| -- | -- | ----------------------- | --------------------------- | ---- | --- | ------------------- |
| 1  | TM | Kepa Arrizabalaga       | 3 tháng 10, 1994 (28 tuổi)  | 13   | 0   | Chelsea             |
| 2  | HV | Dani Carvajal           | 11 tháng 1, 1992 (31 tuổi)  | 35   | 0   | Real Madrid         |
| 3  | HV | Robin Le Normand        | 11 tháng 11, 1996 (26 tuổi) | 0    | 0   | Real Sociedad       |
| 4  | HV | Nacho                   | 18 tháng 1, 1990 (33 tuổi)  | 23   | 1   | Real Madrid         |
| 5  | TV | Martín Zubimendi        | 2 tháng 2, 1999 (24 tuổi)   | 1    | 0   | Real Sociedad       |
| 6  | TV | Mikel Merino            | 22 tháng 6, 1996 (26 tuổi)  | 13   | 0   | Real Sociedad       |
| 7  | TĐ | Álvaro Morata (đội phó) | 23 tháng 10, 1992 (30 tuổi) | 62   | 30  | Atlético Madrid     |
| 8  | TV | Fabián Ruiz             | 3 tháng 4, 1996 (27 tuổi)   | 16   | 1   | Paris Saint-Germain |
| 9  | TV | Gavi                    | 5 tháng 8, 2004 (18 tuổi)   | 19   | 3   | Barcelona           |
| 10 | TĐ | Marco Asensio           | 21 tháng 1, 1996 (27 tuổi)  | 35   | 2   | Real Madrid         |
| 11 | TV | Sergio Canales          | 16 tháng 2, 1991 (32 tuổi)  | 10   | 1   | Real Betis          |
| 12 | TĐ | Ansu Fati               | 31 tháng 10, 2002 (20 tuổi) | 7    | 2   | Barcelona           |
| 13 | TM | David Raya              | 15 tháng 9, 1995 (27 tuổi)  | 2    | 0   | Brentford           |
| 14 | HV | Aymeric Laporte         | 27 tháng 5, 1994 (29 tuổi)  | 20   | 1   | Manchester City     |
| 15 | TĐ | Yeremy Pino             | 20 tháng 10, 2002 (20 tuổi) | 9    | 1   | Villarreal          |
| 16 | TV | Rodri                   | 22 tháng 6, 1996 (26 tuổi)  | 41   | 1   | Manchester City     |
| 17 | HV | Fran García             | 14 tháng 8, 1999 (23 tuổi)  | 0    | 0   | Rayo Vallecano      |
| 18 | HV | Jordi Alba (đội trưởng) | 21 tháng 3, 1989 (34 tuổi)  | 91   | 9   | Barcelona           |
| 19 | TĐ | Rodrigo                 | 6 tháng 3, 1991 (32 tuổi)   | 27   | 8   | Leeds United        |
| 20 | TĐ | Joselu                  | 27 tháng 3, 1990 (33 tuổi)  | 2    | 2   | Espanyol            |
| 21 | TĐ | Dani Olmo               | 7 tháng 5, 1998 (25 tuổi)   | 30   | 6   | RB Leipzig          |
| 22 | HV | Jesús Navas             | 21 tháng 11, 1985 (37 tuổi) | 46   | 5   | Sevilla             |
| 23 | TM | Unai Simón              | 11 tháng 6, 1997 (26 tuổi)  | 31   | 0   | Athletic Bilbao     |

### Ý
Huấn luyện viên: Roberto Mancini
Ý đã công bố một đội hình sơ bộ gồm 26 cầu thủ vào ngày 29 tháng 5 năm 2023. Ngày 6 tháng 6 cùng năm, Ý đã công bố đội hình chính thức của mình. Ngày 14 tháng 6 cùng năm, tám ngày sau khi công bố đội hình chính thức, Alessandro Bastoni xin rút lui khỏi đội tuyển do bị ốm, và người thay thế cho anh là Alessandro Buongiorno.
| Số | VT | Cầu thủ                       | Ngày sinh (tuổi)            | Trận | Bàn | Câu lạc bộ          |
| -- | -- | ----------------------------- | --------------------------- | ---- | --- | ------------------- |
| 1  | TM | Gianluigi Donnarumma          | 25 tháng 2, 1999 (24 tuổi)  | 52   | 0   | Paris Saint-Germain |
| 2  | HV | Giovanni Di Lorenzo           | 4 tháng 8, 1993 (29 tuổi)   | 27   | 3   | Napoli              |
| 3  | HV | Federico Dimarco              | 10 tháng 11, 1997 (25 tuổi) | 8    | 1   | Internazionale      |
| 4  | HV | Leonardo Spinazzola           | 25 tháng 3, 1993 (30 tuổi)  | 22   | 0   | Roma                |
| 5  | HV | Matteo Darmian                | 2 tháng 12, 1989 (33 tuổi)  | 37   | 1   | Internazionale      |
| 6  | TV | Marco Verratti                | 5 tháng 11, 1992 (30 tuổi)  | 53   | 1   | Paris Saint-Germain |
| 7  | TV | Davide Frattesi               | 22 tháng 9, 1999 (23 tuổi)  | 4    | 0   | Sassuolo            |
| 8  | TV | Jorginho                      | 20 tháng 12, 1991 (31 tuổi) | 47   | 5   | Arsenal             |
| 9  | TĐ | Mateo Retegui                 | 29 tháng 4, 1999 (24 tuổi)  | 2    | 2   | Tigre               |
| 10 | TV | Lorenzo Pellegrini            | 19 tháng 6, 1996 (26 tuổi)  | 25   | 7   | Roma                |
| 11 | TV | Nicolò Zaniolo                | 2 tháng 7, 1999 (23 tuổi)   | 11   | 2   | Galatasaray         |
| 12 | TM | Alex Meret                    | 22 tháng 2, 1997 (26 tuổi)  | 3    | 0   | Napoli              |
| 13 | HV | Rafael Tolói                  | 10 tháng 10, 1990 (32 tuổi) | 12   | 0   | Atalanta            |
| 14 | TĐ | Federico Chiesa               | 25 tháng 10, 1997 (25 tuổi) | 40   | 4   | Juventus            |
| 15 | HV | Francesco Acerbi              | 10 tháng 2, 1988 (35 tuổi)  | 29   | 1   | Internazionale      |
| 16 | TV | Bryan Cristante               | 3 tháng 3, 1995 (28 tuổi)   | 31   | 2   | Roma                |
| 17 | TĐ | Ciro Immobile                 | 20 tháng 2, 1990 (33 tuổi)  | 55   | 15  | Lazio               |
| 18 | TV | Nicolò Barella                | 7 tháng 2, 1997 (26 tuổi)   | 43   | 8   | Internazionale      |
| 19 | HV | Leonardo Bonucci (đội trưởng) | 1 tháng 5, 1987 (36 tuổi)   | 120  | 8   | Juventus            |
| 20 | TĐ | Wilfried Gnonto               | 5 tháng 11, 2003 (19 tuổi)  | 10   | 1   | Leeds United        |
| 21 | TM | Guglielmo Vicario             | 7 tháng 10, 1996 (26 tuổi)  | 0    | 0   | Empoli              |
| 22 | TĐ | Giacomo Raspadori             | 18 tháng 2, 2000 (23 tuổi)  | 17   | 5   | Napoli              |
| 23 | HV | Alessandro Buongiorno         | 6 tháng 6, 1999 (24 tuổi)   | 0    | 0   | Torino              |

### Croatia
Huấn luyện viên: Zlatko Dalić
Croatia đã công bố một đội hình sơ bộ gồm 24 cầu thủ vào ngày 22 tháng 5 năm 2023. Ngày 5 tháng 6 cùng năm, Croatia đã công bố đội hình chính thức của mình. Một ngày sau, Marko Livaja đã bị loại khỏi danh sách cầu thủ chính thức. Đến ngày 10 tháng 6 cùng năm, Joško Gvardiol gặp chấn thương nên phải rút lui, và người thay thế cho anh là Dion Drena Beljo.
| Số | VT | Cầu thủ                  | Ngày sinh (tuổi)            | Trận | Bàn | Câu lạc bộ        |
| -- | -- | ------------------------ | --------------------------- | ---- | --- | ----------------- |
| 1  | TM | Dominik Livaković        | 9 tháng 1, 1995 (28 tuổi)   | 43   | 0   | Dinamo Zagreb     |
| 2  | HV | Josip Stanišić           | 2 tháng 4, 2000 (23 tuổi)   | 9    | 0   | Bayern Munich     |
| 3  | HV | Borna Barišić            | 10 tháng 11, 1992 (30 tuổi) | 30   | 1   | Rangers           |
| 5  | HV | Martin Erlić             | 24 tháng 1, 1998 (25 tuổi)  | 4    | 0   | Sassuolo          |
| 6  | HV | Josip Šutalo             | 28 tháng 2, 2000 (23 tuổi)  | 6    | 0   | Dinamo Zagreb     |
| 7  | TV | Lovro Majer              | 17 tháng 1, 1998 (25 tuổi)  | 20   | 4   | Rennes            |
| 8  | TV | Mateo Kovačić            | 6 tháng 5, 1994 (29 tuổi)   | 93   | 5   | Chelsea           |
| 9  | TĐ | Andrej Kramarić          | 19 tháng 6, 1991 (31 tuổi)  | 83   | 23  | 1899 Hoffenheim   |
| 10 | TV | Luka Modrić (đội trưởng) | 9 tháng 9, 1985 (37 tuổi)   | 164  | 23  | Real Madrid       |
| 11 | TV | Marcelo Brozović         | 16 tháng 11, 1992 (30 tuổi) | 85   | 7   | Inter Milan       |
| 12 | TM | Nediljko Labrović        | 10 tháng 10, 1999 (23 tuổi) | 0    | 0   | Rijeka            |
| 13 | TV | Nikola Vlašić            | 4 tháng 10, 1997 (25 tuổi)  | 49   | 7   | Torino            |
| 14 | TĐ | Ivan Perišić             | 2 tháng 2, 1989 (34 tuổi)   | 125  | 33  | Tottenham Hotspur |
| 15 | TV | Mario Pašalić            | 9 tháng 2, 1995 (28 tuổi)   | 52   | 7   | Atalanta          |
| 16 | TV | Luka Ivanušec            | 26 tháng 11, 1998 (24 tuổi) | 12   | 1   | Dinamo Zagreb     |
| 17 | TĐ | Bruno Petković           | 16 tháng 9, 1994 (28 tuổi)  | 29   | 7   | Dinamo Zagreb     |
| 18 | TĐ | Petar Musa               | 4 tháng 3, 1998 (25 tuổi)   | 2    | 0   | Benfica           |
| 19 | HV | Borna Sosa               | 21 tháng 1, 1998 (25 tuổi)  | 14   | 1   | VfB Stuttgart     |
| 20 | TĐ | Dion Drena Beljo         | 1 tháng 3, 2002 (21 tuổi)   | 0    | 0   | FC Augsburg       |
| 21 | HV | Domagoj Vida (đội phó)   | 29 tháng 4, 1989 (34 tuổi)  | 100  | 4   | AEK Athens        |
| 22 | HV | Josip Juranović          | 16 tháng 8, 1995 (27 tuổi)  | 29   | 0   | Union Berlin      |
| 23 | TM | Ivica Ivušić             | 1 tháng 2, 1995 (28 tuổi)   | 5    | 0   | Pafos             |